# 1993 US
1993 US är en asteroid i huvudbältet som upptäcktes den 22 oktober 1993 av den japanska astronomen Takeshi Urata vid Nihondaira-observatoriet.
Asteroiden har en diameter på ungefär 4 kilometer.